# Chloroclystis athaumasta
Chloroclystis athaumasta là một loài bướm đêm trong họ Geometridae.